# 捷爾任斯科耶
捷爾任斯科耶是哈薩克斯坦的城鎮，由北哈薩克斯坦州負責管轄，位於該國北部，面積約為12平方公里，2009年人口339。